# Френсіс Адамс
Френсіс Вільям Лаудердейл Адамс (англ. Francis William Lauderdale Adams; 27 вересня 1862 року — 4 вересня 1893 року) — англо-австралійський письменник, поет та журналіст.

## Біографія
Френсіс Адамс народився в 1862 році у родині армійського хірурга Ендрю Літа Адамса (англ. Andrew Leith Adams), який був також ученим і членом Лондонського королівського товариства. Френсіс закінчив школу Шросберрі (англ. Shrewsbury School), далі продовжив навчання в Парижі. Після здобуття вищої освіти розпочав працювати вчителем у школі на Острові Вайт, де викладав впродовж двох років.

### Особисте життя
У 1882 році Френсіс Адамс одружився з Гелен Аттлі й разом з нею емігрував до Австралії.
1888 року він одружився вдруге з Едіт Голдстоун.

### Творчість
В Австралії Адамс цілком присвятив себе літературі.
У 1884 році опублікував першу збірку віршів «Henry and Other Poems». У 1885 році вийшла його автобіографічна книга «Leicester». Під час проживання в Сіднеї Френсіс Адамс співпрацював із декількома австралійськими періодичними виданнями, зокрема з тижневиком «The Bulletin».
У 1886 році Адамс перебрався до Брисбена. Там вийшла друком його поетична збірка «Poetical Works». У цьому ж році померла дружина Адамса, і він залишився жити у Брисбені до початку 1887 року. У 1887 році в Сіднеї був опублікований роман «Madeline Brown's Murderer».
Протягом наступних років вийшло кілька романів Френсіса Адамса, зокрема «Songs of the Army of the Night» (1888), який став популярним у Сіднеї та згодом тричі перевидавався у Лондоні.
Френсіс Адамс знову одружився і до кінця 1889 року жив у Брисбені, працюючи одним з основних кореспондентів газети Brisbane Courier.
У 1889 році він повернувся до Англії, де були опубліковані ще два його романи: «John Webb's End, a Story of Bush Life» (1891) і «The Melbournians» (1892).
У цей період значно погіршилося здоров'я Френсіса Адамса, оскільки він мав невиліковне захворювання легенів. Період з грудня 1892 по лютий 1893 року письменник провів у Александрії, де намагався закінчити книгу про Британську окупацію Єгипту. Літо 1893 року Адамс провів у Маргейті (Велика Британія). Тривалий час у нього була депресія, викликана безнадійністю захворювання.

### Загибель
У вересні 1893 року Френсіс Адамс скоїв самогубство. Він запросив свою другу дружину Едіт (до шлюбу Голдстоун) до свого кабінету, дістав пістолет і застрелився, помістивши дуло пістолета собі в рот. Згодом його вдова, яка була присутня при самогубстві й фактично допомогла його зробити, зізналася, що мала можливість запобігти йому, але не зробила цього свідомо. Звинувачення їй пред'явлено не було.